# Riofrío del Llano
Riofrío del Llano – gmina w Hiszpanii, w prowincji Guadalajara, w Kastylii-La Mancha, o powierzchni 42,93 km². W 2011 roku gmina liczyła 45 mieszkańców.